# Paradox Valley
El Paradox Valley es una cuenca ubicada en el condado de Montrose, en el estado de Colorado al oeste de Estados Unidos. El valle seco, con baja densidad de población recibe su nombre del curso aparentemente paradójico del Río Dolores que en lugar de fluir a lo largo del valle, los recorta en todo el centro.  El valle es el sitio de una Oficina de la Reclamación salinity- proyecto de control que ha causado miles de terremotos, y es la ubicación propuesta de un nuevo molino de uranio que sería el primero construido en los Estados Unidos en más de 25 años. 